# Воинь

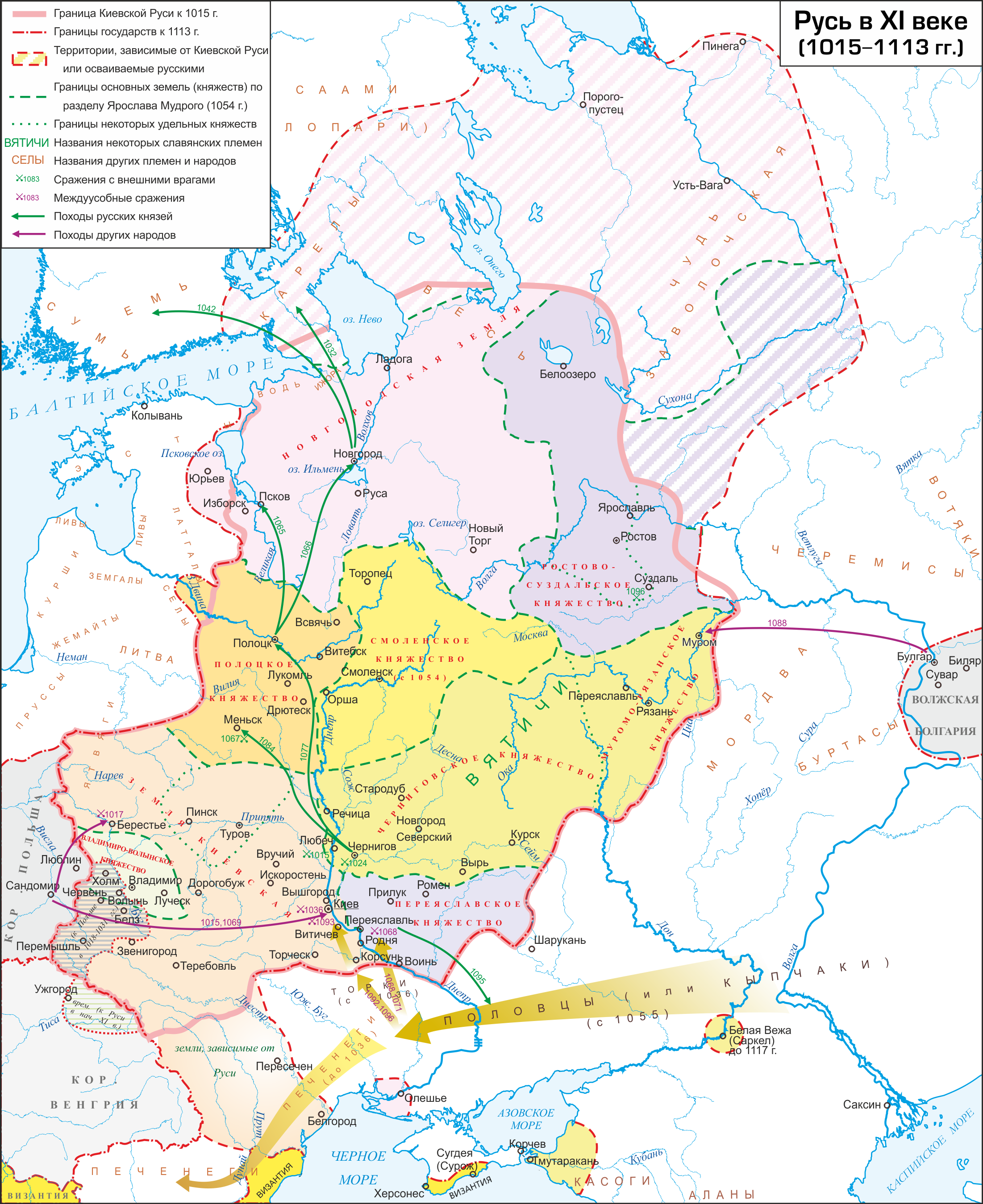
Воинь на карте Руси

Во́инь — древнерусский город в составе Переяславского княжества. В русских летописях упоминается с 1055 года как пограничный пункт на Днепровском торговом пути. Город располагался на правом берегу реки Сулы близ её впадения в Днепр и являлся самой южной крепостью Посульской оборонительной линии. В настоящее время место, где стоял город и позже находилось село Воинская Гребля, залито водами Кременчугского водохранилища.

## История
Археологические раскопки показали, что наиболее древние жилые и военные сооружения Воиня датируются ещё эпохой князя Владимира Святославича. Предположительно, он был основан в конце X века, в период строительной деятельности Владимира по укреплению южных границ Руси. С самого начала Воинь имел важное военное значение, о чём говорит его название. Вместе с тем, Воинь развивался и как порубежный перевалочный пункт торговли на пути из варяг в греки, о чём говорят находки византийских монет и амфор.
Воинь упоминается в древнерусских летописях четыре раза. Впервые упомянут под 1055 годом в связи с победой дружины князя Всеволода Ярославича над торками. В 1079 году к Воиню подошёл князь-изгой Роман Святославич с половцами, однако был отогнан войском Всеволода Ярославича. В 1110 году близ Воиня вынуждены были прервать свой поход против половцев русские дружины. В 1147 году киевский князь Изяслав Мстиславич заключил под Воинем мир с половцами.
У стен неоднократно происходили столкновения между русскими и половецкими отрядами. Также Воинь имел гавань, в которой останавливались суда, следовавшие по Днепру. Возможно, в честь Воиня был назван город Воино в Рязанской земле. К середине XII века Воинь стал относительно крупным городом, однако был разграблен половцами в 1185 году и окончательно запустел в результате Батыева нашествия в 1239 году.

## Укрепления и структура города
Детинец Воиня занимал площадь 4,6 га и был окружён подковообразным валом длиной 400 метров, содержащим два ряда деревянных клетей-срубов. Срубы относились ко второму этапу оборонительного строительства Воиня и были возведены на месте двух предыдущих валов и рва между ними. С четвёртой стороны город был защищён Сулой. Въезд на городище находился с северо-западной стороны. Посад, защищённый естественными преградами, занимал площадь 23 га. К западу от города был обнаружен могильник.

## Археологическое изучение
Впервые Воинь был локализован в конце XIX века археологом В. Г. Ляскоронским. В течение 1956—1959 годов экспедицией Института археологии АН УССР под руководством В. И. Довженка проводились раскопки городища. Среди найденного материала — орудия сельскохозяйственной деятельности, кузнечно-слесарные инструменты, предметы вооружения, различные бытовые изделия, а также свинцовая вислая печать князя Изяслава Ярославича.